# Чахкиев, Джабраил Юрьевич
Джабраи́л Ю́рьевич Чахки́ев (ингуш. Чахкенаькъан Ювназа Жабраил; 21 мая 1955 — 8 января 2024) — советский и российский учёный-историк, археолог-оружиевед, этнограф, архивист. Кандидат исторических наук, доцент. Зам. начальника Государственной архивной службы Республики Ингушетия.
Окончив исторический факультет Чечено-Ингушского государственного университета им. Л. Н. Толстого, Чахкиев работал в разных государственных структурах — референтом республиканского общества «Знание», активно сотрудничал с краеведческими музеями в Грозном и Назрани, совмещая деятельность с работой в Чечено-Ингушском и Ингушском государственных университетах, а также в Государственной архивной службе Республики Ингушетия (с 1998). Отдавал предпочтение изучению средневековой истории военного дела и вооружении населения Чечни и Ингушетии XІІІ—XVIII вв..

## Биография и научная деятельность
Родился 21 мая 1955 года. Окончил исторический факультет Чечено-Ингушского государственного университета им. Л. Н. Толстого. Активно сотрудничал с краеведческими музеями в Грозном и Назрани. Отдавал предпочтение изучению средневековой истории военного дела и вооружении населения Чечни и Ингушетии XІІІ—XVIII вв.
В 1979 году Чахкиев, как и большинство молодых археологов республики, вплоть до перехода в отдел археологии и этнографии Чечено-Ингушского Научно-исследовательского института, не имел возможности работать в качестве археолога так как не было свободного рабочего места в университете, музее и республиканском обществе охраны памятников. Большинство молодых специалистов-археологов, в том числе и уже практиковавших, после окончания вуза работали в школах и интернатах. Историк Е. И. Нарожный считает, что Чахкиеву несколько «повезло» — совсем неожиданно освободилось место референта республиканского общества «Знание». Работая там, он имел профсоюзный отпуск, который использовал для обследования высокогорья Чечни и Ингушетии и, как правило, на полученные им «отпускные». В августе того же года, возглавлял экспедиций, в которых участвовали будущие доктора исторических наук — К. З. Махмудова (Ерзункаева), Н. Н. Бараниченко (Великая), С. В. Махортых, С. Б. Бурков и др. Его отряд специализировался в большей степени не на археологических раскопках, а на последовательном системном обследовании высокогорных территорий с их многочисленными архитектурно-археологическими памятниками и последующей постановкой их на государственный учёт и охрану.
В 1982 защитил кандидатскую диссертацию на тему «Оружие и вопросы военного искусства позднесредневековых вайнахов XІІІ—XVIII вв.» в Московском государственном университете. Она была посвящена изучению военного искусства позднесредневековых чеченцев и ингушей.
Участвовал в создании энциклопедий «Народы России», «Народы и религии мира», «Энциклопедия культур народов Юга России». Имел публикации в «Советском этнографии».
С 1998 года работал заместителем руководителя Государственной архивной службы Ингушетии, а с 2015 года — заместитель директора ГКУ «Госархив Ингушетии». С 1990-х годов работал в Ингушском государственном университете, где преподавал археологию, историю средневековья и археологическую практику.
Умер 8 января 2024 года после непродолжительной болезни.